# Cernotina truncona
Cernotina truncona är en nattsländeart som beskrevs av Ross 1947. Cernotina truncona ingår i släktet Cernotina och familjen fångstnätnattsländor. Inga underarter finns listade i Catalogue of Life.